# ダキアのボエティウス
ダキアのボエティウス（羅: Boethius de Dacia, 「デンマークのボー」（ダキアは中世ラテン語でデンマークなどの北欧を表す。））は、13世紀デンマークの哲学者。

## 生涯
ボエティウスは13世紀前半に生まれた。彼の前半生はよく知られておらず、デンマークやスウェーデンのよく知られた人物と彼を結びつけようとする試みは上手くいっていない。彼がパリ大学で哲学を教えるようになったことだけが知られている。そこで彼はブラバントのシゲルスと親しくなり、シゲルス(およびロジャー・ベーコンやジャン・ビュリダンといった人物)とともに、神学部で研究したり大学以外の職場を見つけるのではなく、しばらく学芸学部教師として教授し続けるための臨時的な教職を得た。彼は1277年にアヴェロエス主義者を率いたとしてエティエンヌ・テンピエに責められた。ボエティウスはシゲルスとともにパリを脱出し、ニコラウス3世に訴え出た。彼はオルヴィエートの教皇庁に留め置かれ、デンマークでドミニコ会に加入した。

## 哲学
ボエティウスはアリストテレスおよびアヴェロエスの研究者で、論理学、自然哲学、形而上学、倫理学に関する著作を書いたが、そのうちいくつかは残っていない。哲学は宗教的信念との矛盾を考慮せずに自らの内的論理に従うべきというのが彼の基本的な立場であった。彼にとって、哲学とは人間の活動の内でも至高の物であり、この世界で哲学者だけが知識を獲得できるのであった。著書『最高善について』で彼はアリストテレスの言う、真理と美徳に関する理性的な思索としての人間の最高善を熱心に提議した。議論の中で彼は、無からの創造は不可能である、世界および人間の理性は不滅である、そして死者が復活することはない、という結論に到達した。
過激な思想を抱いてはいたものの、ボエティウスはキリスト教徒であり続けており、人間の本性や世界に対する考察を哲学に割り当て、一方で超自然的な啓示や神の起こす奇跡を宗教に割り当てることで、自らの宗教的信念と哲学的な立場を調和させようとした。彼は二重真理説をとっているとして責められたが、彼は真理が単純であるという信仰に反するような哲学的帰結を注意深く避けていた。学問の各分野において、人は自分の出した結論が正しいと考えることには注意深くならなければならない。哲学者が出す結論は「自然の動因や原理によって」(『De Aeternitate Mundi』, p. 351)正しいと認められる。
また、ボエティウスは中世の文法学史において初期様態論者に属しており、著書『表示の諸様態あるいはプリスキアヌス大文法学問題集』で、カエサレアのプリスキアヌスの規範文法的な文法学に対して文法の原因についての考察がないという批判を行っている。